# Констанцин-Єзьорна
Конста́нцин-Єзьо́рна (Конста́нцін-Єзьо́рна, пол. Konstancin-Jeziorna) — місто в центральній Польщі, на річці Єзьорка, притоці Вісли.
Належить до Пясечинського повіту Мазовецького воєводства.

## Демографія
Демографічна структура станом на 31 березня 2011 року:
|          | Загалом | Допрацездатний вік | Працездатний вік | Постпрацездатний вік |
| -------- | ------- | ------------------ | ---------------- | -------------------- |
| Чоловіки | 8189    | 1561               | 5594             | 1034                 |
| Жінки    | 9377    | 1503               | 5363             | 2511                 |
| Разом    | 17566   | 3064               | 10957            | 3545                 |

## Міста-побратими
- Сен-Жермен-ан-Ле, Франція
- Пізоньє, Італія
- Лейдсендам-Ворбюрґ, Нідерланди
- Границе, Чехія
- Кременець, Україна
- Naujoji Vilnia, Литва
- Denzlingen, Німеччина